# Rivière des Aigles (rivière Touladi)
Pour les articles homonymes, voir Aigle (homonymie).
La rivière des Aigles coule dans la municipalité régionale de comté (MRC) de Témiscouata, dans la région administrative du Bas-Saint-Laurent, au centre de la péninsule gaspésienne, au Québec, au Canada. Cette rivière traverse les municipalités de Lac-des-Aigles et Saint-Michel-du-Squatec.
Sur son cours vers le sud, la rivière des Aigles traverse le village de Lac-des-Aigles et le plan d’eau lac des Aigles. Son cours coule plus ou moins en parallèle (du côté ouest) au cours de la rivière Touladi.
Le bassin versant de la rivière des Aigles est accessible par la route 232.

## Géographie
La rivière des Aigles prend sa source à l'embouchure du lac des Messieurs (longueur : 1,6 km ; altitude : 175 m), dans les monts Notre-Dame. Ce lac de tête est situé en zone forestière dans une vallée dans l’axe Sud-Ouest vers le nord-est ; cette vallée se prolonge vers le nord-est par l'autre bassin versant, soit celui de l’Étang du Camp Vert lequel constitue le plan d’eau de tête de la rivière du Grand Touradi.
L’embouchure du lac des Messieurs est située au sud de la réserve faunique Duchénier à :
- 1,8 km au sud-ouest de la limite de Esprit-Saint ;
- 5,3 km au nord du centre du village du Lac-des-Aigles ;
- 17,3 km au sud-est de la confluence de la rivière des Aigles ;
- 36,9 km au sud-est du littoral Sud du golfe du Saint-Laurent.

La rivière des Aigles coule sur 22,1 km répartis selon les segments suivants :
- 3,8 km vers le sud-ouest jusqu’au pont routier ;
- 3,4 km vers le sud, jusqu'à la rive Nord du lac des Aigles (longueur : 7,2 km ; altitude : 167 m) ;
- 7,2 km vers le sud-ouest, en traversant le lac des Aigles, jusqu'à son embouchure ;
- 1,8 km vers le sud, jusqu'à la route 232 ;
- 5,9 km vers le sud, en passant du côté Ouest du village de Saint-Michel-du-Squatec, jusqu'à la confluence de la rivière[3].

La rivière des Aigles se déverse sur la rive est de la rivière Touladi, du côté sud-ouest du village de la municipalité de Saint-Michel-du-Squatec. Cette confluence est située à :
- 1,3 km au nord-ouest de l’embouchure du Petit Lac Squatec ;
- 0,5 km au nord-ouest de la confluence de la rivière Squatec ;
- 22,8 km au nord de la confluence de la rivière Touladi ;
- 23,3 km au nord-est du centre-ville de Cabano.

## Toponymie
Le toponyme « Rivière des Aigles » a été officialisé le 5 décembre 1968 à la Commission de toponymie du Québec.